# Dehesas Viejas
Dehesas Viejas é um município da Espanha na província de Granada, de área 13,72 km² com população de 772 habitantes (2013) e densidade populacional de 56,27 hab/km².

## Demografia
| Variação demográfica do município entre 2003 e 2013 | Variação demográfica do município entre 2003 e 2013 | Variação demográfica do município entre 2003 e 2013 | Variação demográfica do município entre 2003 e 2013 | Variação demográfica do município entre 2003 e 2013 | Variação demográfica do município entre 2003 e 2013 | Variação demográfica do município entre 2003 e 2013 | Variação demográfica do município entre 2003 e 2013 | Variação demográfica do município entre 2003 e 2013 | Variação demográfica do município entre 2003 e 2013 | Variação demográfica do município entre 2003 e 2013 |
| --------------------------------------------------- | --------------------------------------------------- | --------------------------------------------------- | --------------------------------------------------- | --------------------------------------------------- | --------------------------------------------------- | --------------------------------------------------- | --------------------------------------------------- | --------------------------------------------------- | --------------------------------------------------- | --------------------------------------------------- |
| 2003                                                | 2004                                                | 2005                                                | 2006                                                | 2007                                                | 2008                                                | 2009                                                | 2010                                                | 2011                                                | 2012                                                | 2013                                                |
| 846                                                 | 848                                                 | 854                                                 | 857                                                 | 826                                                 | 843                                                 | 822                                                 | 798                                                 | 792                                                 | 788                                                 | 772                                                 |